# 王兵
王 兵（ワン・ビン、1967年11月17日 - ）は、中国の映画監督、脚本家である。

## 経歴
1967年11月17日、陝西省西安市に生まれる。
主な監督作品に『鳳鳴 中国の記憶』、『無言歌』、『三姉妹 雲南の子』、『収容病棟』がある。

## フィルモグラフィー

### ドキュメンタリー映画
- 鉄西区（2003年）
- 鳳鳴 中国の記憶（2007年）
- 暴虐工廠（2007年）
- 原油（2008年）
- 石炭、金（2009年）
- 名前のない男（2009年）
- 三姉妹 雲南の子（2012年）
- ALONE（2013年）
- 収容病棟（2013年）
- TA'ANG（2016年）
- 苦い銭（2016年）
- ファンさん（2017年）
- 死霊魂（2018年）
- 青春（2023年）

### 劇映画
- 無言歌（2010年）

## 関連書籍
- ドキュメンタリー作家 王兵 現代中国の叛史（ポット出版プラス、2020年、編著：土屋昌明、鈴木一誌）ISBN 9784866420110